# Beimerstetten
Beimerstetten è un comune tedesco di 2 438 abitanti, situato nel land del Baden-Württemberg.